# 朴憲永
朴 憲永（パク・ホニョン、朝鮮語: 박헌영、1900年〈光武4年〉5月28日 - 1956年12月）は、朝鮮の独立運動家・共産主義者・政治家である。南朝鮮労働党（南労党）の指導者として、韓国側から朝鮮戦争の開始に関わったが、1953年に金日成に「米帝国主義のスパイ」罪に問われて処刑された。字は徳永、号は而丁（イジョン・이정）、金 成三（キム・ソンサム・김성삼）。

## 生涯

### 生い立ち
朴憲永は、忠清南道礼山郡新陽面に、朴鉉周と彼の妾李学奎の息子として生まれる。本貫は寧海朴氏、新羅の政丞朴堤上の56代孫。しかし、彼は庶子であった。朝鮮の両班の家柄の子孫だったが、彼は庶子という理由で差別的な待遇を受けた。朴憲永の生年は不確実である。1898年生まれ説、1899年生まれ説、1901年生まれ説などがある。通常、1900年生まれ説が広く認められている。
幼年期に漢学を学び、大興普通小学校に進学する。1916年、ソウルの京城高等普通学校に進学した。京城高普の同窓生には李範奭、詩人沈薰などがいた。

### 独立運動

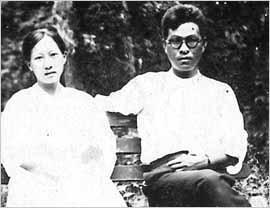
ソ連に脱出した直後の朴、隣は最初の妻の朱世竹。（1928年）

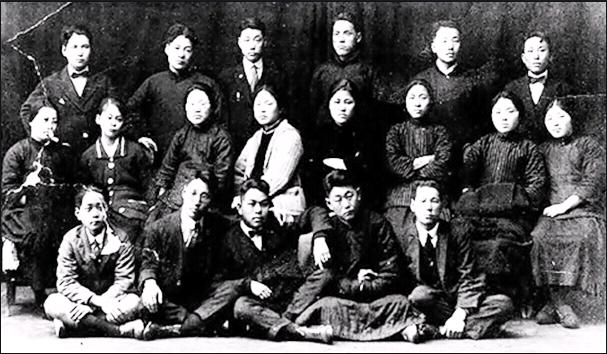
1929年のモスクワ国際レーニン学校生徒。朴は前列左から3番目。朱世竹は2列目右から3番目。後列右端にホー・チ・ミンがいる。

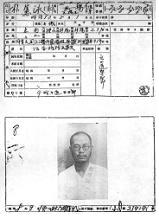
1933年9月14日、西大門刑務所での写真。

京城高普3年時の1919年、三・一独立運動に参加。日本官憲に目を付けられ、上海に亡命する。上海では高麗共産党イルクーツク派に参加し、1922年にはモスクワで開催された極東諸民族大会に参加した。1925年には朝鮮に帰国し逮捕、投獄される。出獄後、東亜日報や朝鮮日報で記者を務める傍ら、第1次朝鮮共産党の創建メンバーとなった。
同年4月18日、京城の朴憲永宅に林元根、曹奉岩、金泰淵、金燦、林亨寛、安相勲、申哲洙ら多数のメンバーが集まり、高麗共産青年会の発会式を行った。青年会では中央執行委員を7人置くこととし、朴は詮衡委員の1人となった。
同年末、第1次朝鮮共産党事件によって逮捕されるが、自分の糞を食べるなど精神錯乱を装って病気保釈され、1928年に釈放された。
また朴は1924年に金億と協力して京城でエスペラントの講習会を開催し、金、大山時雄らと朝鮮エスペランチスト連盟の結成に参加した。
1928年12月にはソ連に逃亡、モスクワ共産大学で学んだ。1932年、上海にて逮捕。1939年に出獄し、光州の煉瓦工場の労働者として身分を隠しながら、李載裕や李観述らに迎えられ、地下組織京城コムグループを指導した。

### 第二次世界大戦後
第二次世界大戦で日本が敗戦を迎えると、植民地時代の民族運動家は一斉に組織活動を開始した。植民地時代末期まで運動を継続していた者の多くは社会主義者だった。社会主義者たちは無数の組織を作り上げた。
米ソ両軍の軍政下に置かれると朴憲永は朝鮮共産党再建準備委員会を結成したが、既に十数名の共産主義者によって朝鮮共産党が結成されていた。彼らはソウル・長安ビルに看板を掲げたことから長安派共産党と呼ばれた、朴憲永による共産党は再建派共産党と呼ばれた。長安派は朴憲永を指導者に迎えようとしたが、朴憲永はこれを拒否し、長安派に解散を求めた。激しい論争の末、長安派は解党し再建派に加わるに至った。

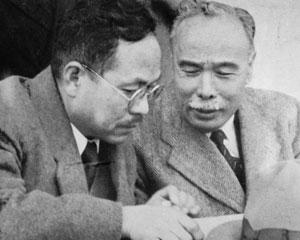
1946年2月、呂運亨（右）と

朴憲永がソウルにおける共産主義者を統合するまでに、平壌では朝鮮共産党北部分局を発足させたため、朴憲永は南半部におけるリーダーとなった。のち、朝鮮共産党北部分局は名称を北朝鮮共産党と改める。この段階では、朝鮮共産主義のみならず、朝鮮における政治運動の主流はすべてソウルでの活動にあるとみなされていた。
その後同党は他の左派・共産主義政党と合併し「南朝鮮労働党」（南労党）を結成。しかしアメリカをバックとする韓国政府の弾圧を受け、1946年の夏に米軍政府から逮捕命令が出ると、朴を含む指導部はソ連をバックとする朝鮮民主主義人民共和国へと越境する。一説では、1946年2月に、新生北朝鮮の指導者に、金日成と朴憲永のどちらが相応しいかを決める面接がヨシフ・スターリンによってモスクワで行われ、金日成に軍配が上げられたとも言われる。ソウルで活動したため平壌に個人的な知己が無く、金日成より信頼がないように思われたこと、1930年代初めからコミンテルンに関係しており、スターリンやその取り巻きが以前のコミンテルンの活動幹部を嫌い、全般的に信頼されていなかったことが原因であったという。

### 南北交渉と北朝鮮滞在

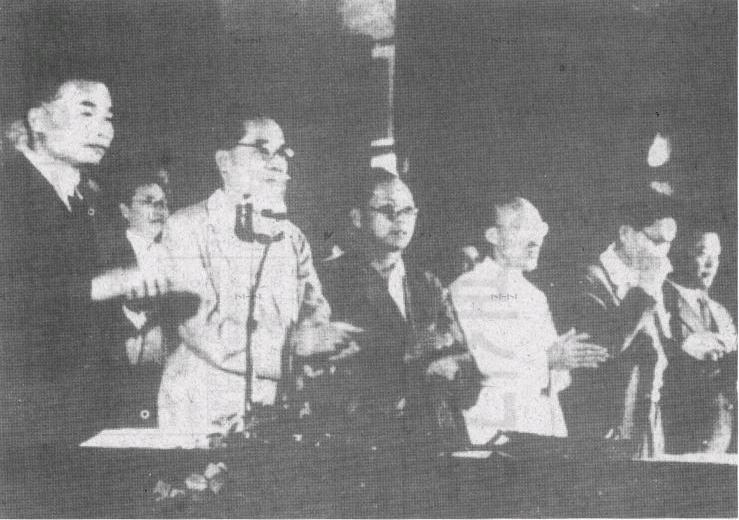
左から、白南雲、許憲、朴憲永、洪命熹（1948年8月、人民代表大会）

1948年1月、彼は、李承晩による朝鮮南半部のみの単独政府樹立に対し、民族を分裂させる行為であると強く反対した。
1948年4月朴憲永は、南北協商(全朝鮮諸政党社会団体代表者連席会議)のために北朝鮮に向かった。 5月に南北協商は終わったが、朴憲永は南朝鮮に戻らず、平壌にそのままとどまった。朴憲永が南朝鮮に戻らなかったのは、韓国親米右翼政権樹立後の共産党弾圧の下で、地下運動は不可能と考えたからである。

### 北朝鮮での政治活動

#### 朝鮮戦争と金日成との対立

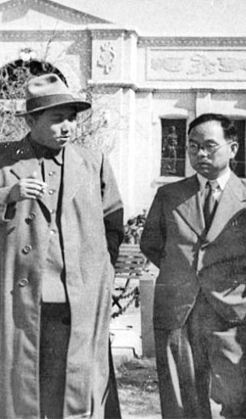
金日成（左）と朴憲永（右）（1948年）

北朝鮮労働党と南朝鮮労働党が合併し、朝鮮労働党が成立するとその中央委員会副委員長（委員長は金日成）に就任。その後は副首相兼外相を務めた。甲山派を除く国内系共産主義者たち、とりわけ朴憲永に代表される南朝鮮労働党系（以下、南労党派）と、満州派（金日成派）とは長く対立していた。
朝鮮戦争が事実上失敗に終わって膠着状態に陥ると、戦争指導は中国人民義勇軍司令官・彭徳懐によって遂行されるようになり、金日成は国内の政敵に集中できる環境を得た。金日成は党の掌握に専念し、政敵の追い落としを準備していたと考えられている。
朝鮮戦争の責任を巡って南労党派と満州派との対立が激化した。朴憲永を押し立てた南労党派は組織的に金日成に挑戦した。1953年の初頭に南労党派はクーデターを企てたとされている。クーデター計画が実際にあったのかどうか、真偽のほどは明らかではない。戦争の混乱のなかで、南労党派の遊撃隊は、韓国軍により掃討された。

#### 逮捕と見せしめ裁判

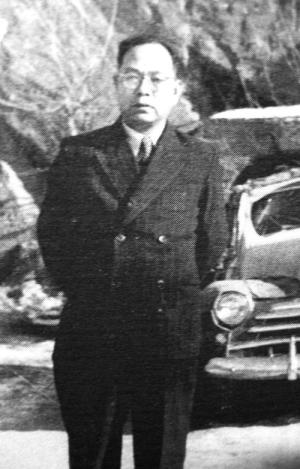
朴憲永（1952年）

朝鮮戦争休戦後の1953年3月、朴憲永以下南労党派はクーデター容疑および「アメリカ帝国主義のスパイ」「反党分裂分子」などの容疑で一斉に逮捕され、同年8月には大々的な見せしめ裁判が展開された。ただし、李承燁・李康国・林和・裵哲ら南労党派の有力者が問われたのはクーデター未遂容疑ではなかった。彼らは、「米帝のスパイ」「政権転覆・南労党派のクーデター陰謀」「戦時50万蜂起流言飛語」という名分のもと、朝鮮戦争を失敗に導いたことを罪状として処刑された。朝鮮戦争は、金日成が仕掛けた戦争であったが、それによって得たものは何もなく、分断はいっそう堅固になった。当時の北朝鮮社会には、金日成をはじめとする指導部に対する怨嗟の念が満ちており、こうした批判を金日成はでっち上げ裁判で切り抜けようとしたのである。このとき、延安派（延安で中国共産党員として活動した朝鮮人たち）の有力者で、名高い軍人であった武亭も戦争の失敗の責任をとらされて追放された。逮捕された朴憲永は、党から除名され、職種も解任され、平安北道の鉄山郡にある政治犯収容所に収容されて拷問を受けた。

### 最期
朴憲永だけが他の被告と分離され、裁判も遅れて開始された。1956年12月15日、朴憲永は北朝鮮の最高裁判所で裁判を受けた。その容疑は、「1919年（三・一独立運動）から『米帝の回し者』になり、植民地時代からの反国家的スパイ活動とテロ活動、宣伝扇動行為を行い、解放後は南半部で意図的に無謀なデモやストライキを組織して多数の共産主義者を殺戮し、ついには北朝鮮政府の転覆を狙った」というものであった。他の被告に対するものにもまして馬鹿げた内容であったものの、朴憲永はこれらの容疑をすべて認めた。彼の訴追が遅れたのは、これらの容疑を認めさせるのに時間がかかったのであろうと考えられている。
裁判に出席した姜尚昊によれば、朴憲永の振る舞いはひどく曖昧だったと述べている。素直にスパイと陰謀の罪を認めたが、1953年の裁判よりも説得力がなく、たとえば朝鮮共産主義運動に関する情報を米軍に提供したか訊ねられると、朴はきっぱりと認めたが、情報は共産主義者と考える者のみに渡したと述べた。姜尚昊はまた、朴が他者を咎めることを避け、かわりに自分一人がこの犯罪に対して責任があると主張している様な印象を受けた。
北朝鮮最高裁判所は、朴憲永を「アメリカ帝国主義のスパイ」と断じ、朴憲永はその日のうちに死刑判決を受けてほどなくして処刑されたという。朴憲永、李承燁、林和ら南朝鮮から越北した有名な共産主義者幹部12名はスパイの濡れ衣を着せられて全員殺された。

## 北朝鮮における評価
彼は自分が一度信じた人は、最後まで信頼する性格だった。原理主義者という評価と、不寛容だという評価が存在する。北朝鮮や、北朝鮮に追随する韓国内の主体思想派は、彼が米国の間諜（スパイ）だと主張するが、朴憲永が米国のスパイをしたという物的証拠はない。
しかしいずれにせよ、北朝鮮では絶対悪の象徴的存在とされており、2013年12月に金正恩政権が張成沢を粛清した際には、朝鮮中央テレビで「張成沢一党こそ、李承燁（イ・スンヨプ）と朴憲永（パク・ホンヨン）の一党のように必ず歴史の峻厳な審判を受けるべき極悪な宗派（分派）集団」と放送し、張を朴、李と同様のスパイと断じた。なお、張もやはり12月12日に処刑されている。

## 家族
- 父親：朴鉉周
- 母親：耽津崔氏(嫡母)・李学奎(生母、父親の妾)
- 配偶者：朱世竹・鄭順年・李順今・尹リナ
- 子供：ビビアンナ 朴(女)、冷戦前からモスクワ在住だが、ビビアンナは父母の末路と怒りからソ連共産党への入党を拒否した[12]・朴秉三(子、法名圓鏡)・ナターシャ 朴(女、行方不明)・セルゲイ 朴(子、行方不明)
- 親戚：朴芝永(異母兄)・朴新基(異母姉)・朴干理(異母姉)